# Borgo Tossignano
Borgo Tossignano este o comună situată în partea de nord a Italiei în Provincia Bologna, parte constituentă a regiunii Emilia-Romagna. În 2011 avea o populație de 3313 de locuitori.

## Demografie
Borgo Tossignano - evoluția demografică

|  | Graficele sunt indisponibile din cauza unor probleme tehnice. Mai multe informații se găsesc la Phabricator și la wiki-ul MediaWiki. |

Date: Recensăminte sau birourile de statistică - grafică realizată de Wikipedia